# Västra Skoträsket
Västra Skoträsket är en sjö i Sorsele kommun i Lappland och ingår i Umeälvens huvudavrinningsområde. Sjön har en area på 0,142 kvadratkilometer och ligger 307 meter över havet.

## Delavrinningsområde
Västra Skoträsket ingår i det delavrinningsområde (724817-159367) som SMHI kallar för Utloppet av Östra Skoträsket. Medelhöjden är 339 meter över havet och ytan är 12,76 kvadratkilometer. Det finns ett avrinningsområde uppströms, och räknas det in blir den ackumulerade arean 26,39 kvadratkilometer. Kvarnbäcken som avvattnar avrinningsområdet har biflödesordning 3, vilket innebär att vattnet flödar genom totalt 3 vattendrag innan det når havet efter 267 kilometer. Avrinningsområdet består mestadels av skog (81 procent). Avrinningsområdet har 0,67 kvadratkilometer vattenytor vilket ger det en sjöprocent på 5,3 procent.